# Nyírbátori SC (futsal)
A Nyírbátor B-Kerép egy magyar futsalklub Nyírbátorról, amely a magyar futsalbajnokság első osztályában szerepel.

## Csapat 2025/26

### Játékosok[1]
| #  | Ország | Név                                 |
| -- | ------ | ----------------------------------- |
| 1  | HUN    | Dobi Attila (K)                     |
| 6  | HUN    | Kovács Gergő                        |
| 7  | HUN    | Szentes-Bíró Tamás (C)              |
| 8  | HUN    | Kovács Béla Róbert                  |
| 9  | HUN    | Bartha Balázs Sándor                |
| 10 | HUN    | Sánta János Attila                  |
| 11 | HUN    | Karácsony József                    |
| 19 | HUN    | Kovács Erik Dávid                   |
| 22 | HUN    | Bakó Tamás                          |
| 31 | HUN    | Tóth Milán (K)                      |
| 34 | HUN    | Orosz Dániel                        |
| 72 | HUN    | Nagy Bence                          |
| 74 | BRA    | Gabriel Stevani Hoffelder (Gabriel) |
| 77 | HUN    | Szakács Botond                      |
| 79 | HUN    | Szucsányi Sándor                    |
| 97 | HUN    | Tóth Máté                           |

### Szakmai stáb[2]
| Kinevezés        | Ország | Név              |
| ---------------- | ------ | ---------------- |
| Vezetőedző       | HUN    | Trencsényi János |
| Erőnléti edző    | HUN    | Virágh István    |
| Masszőr          | HUN    | Révész Zoltán    |
| Technikai vezető | HUN    | Tőkés Róbert     |

## Eredmények

### Helyezések a bajnokságban
| Szezon    | Bajnokság neve                               | Helyezés |
| --------- | -------------------------------------------- | -------- |
| 2017/2018 | Férfi Futsal NB III. Szabolcs megyei csoport | 1.       |
| 2018/2019 | Férfi Futsal NB II. Keleti csoport           | 10.      |
| 2019/2020 | Férfi Futsal NB II. Keleti csoport           | -        |
| 2020/2021 | Férfi Futsal NB II. Keleti csoport           | 8.       |
| 2021/2022 | Férfi Futsal NB II. Keleti csoport           | 9.       |
| 2022/2023 | Férfi Futsal NB I.                           | 10.      |
| 2023/2024 | Férfi Futsal NB I.                           | 7.       |
| 2024/2025 | Férfi Futsal NB I.                           | 11.      |